# Bernd Possardt
Bernd Possardt (* 1973 in Köln) ist ein deutscher Fotograf und Regisseur.

## Werdegang
Nach dem Abitur zog er von Wittlich in der Eifel nach Hamburg, um an der dortigen Heinz-Bindseil-Akademie für Photographie (APH) zu studieren. Seit Ende der 1990er Jahre ist er freiberuflicher Fotograf. Er arbeitet überwiegend als Werbefotograf, organisiert aber auch Fotoausstellungen mit eigenen und fremden Werken. Seit 2001 ist er auch als Regisseur von Musikvideos und Werbefilmen tätig, seit 2002 gemeinsam mit Jeffrey Lisk. Außerdem war er deutscher Meister im Brustschwimmen über 25 und 50 Meter.

## Musikvideos von Lisk & Possardt (Auswahl)
- ATB: Hold You
- Azad: Kopf hoch
- Boogie Pimps: Someone to Love
- Jansen & Kowalski feat. Das Bo: Wie geil ist das denn
- Kid Alex: Fame & Young and Beautiful
- Juliette Schoppmann: Only Uh Uh…
- Killerpilze: Ich kann auch ohne dich
- Lexy & K-Paul: Girls Get it First
- Massive Töne: Cruisen, Traumreise & Mein Job
- Neuser: Von vorn anfangen
- Panjabi MC: Jogi
- Samy Deluxe: Hab’ gehört & Four Fists
- Vanilla Ninja: Dangerzone